# Blood Family Mafia
Vous pouvez aider à l'améliorer ou bien discuter des problèmes sur sa page de discussion.
- Il ne cite pas suffisamment ses sources. Vous pouvez indiquer les passages à sourcer avec {{référence nécessaire}} ou {{Référence souhaitée}}, et inclure les références utiles en les liant aux notes de bas de page. (Marqué depuis mars 2024)
- Il contient une ou plusieurs listes. Le texte gagnerait à être rédigé sous la forme d’un ou plusieurs paragraphes synthétiques, afin d’être plus agréable à lire. (Marqué depuis juin 2025)
- Son texte doit être wikifié : il ne correspond pas à la mise en forme Wikipédia (style, typographie, liens internes, liens entre les wikis, etc.). (Marqué depuis mars 2024)
- Il n’est pas rédigé dans un style encyclopédique. (Marqué depuis mars 2024)

- Archive Wikiwix
- Bing
- Cairn
- DuckDuckGo
- E. Universalis
- Gallica
- Google
- G. Books
- G. News
- G. Scholar
- Persée
- Qwant
- (zh) Baidu
- (ru) Yandex
- (wd) trouver des œuvres sur Wikidata

La Blood Family Mafia (BFM) est un gang de rue québécois d’allégeance rouge connu des policiers depuis au moins 2006. Les leaders actuels sont Dave Turmel et All Boivin. En 2008, la BFM était dirigé par Valdano Toussaint.

## Activités
Autrefois actif dans la grande région de Montréal dans les années 2000 et connu sous « Blood Mafia Family », le groupe se nomme dorénavant « Blood Family Mafia » et est principalement actif dans la Capitale-Nationale, Chaudière-Appalaches et la Côte-Nord mais entretient toujours des liens avec des gangs de rue de Montréal également d’allégeance rouge comme les Profits Boyz.
La BFM est ouvertement impliqué dans une guerre des stupéfiants avec les Hells du Québec concernant une redevance sur la vente de stupéfiants qui ne serait plus payée par le BFM.
La police considère la Blood Family Mafia comme l’un des 80 groupes criminels les plus actifs et dangereux dans la province[réf. nécessaire].
Le gang est connu pour utiliser des méthodes traditionnellement attribuées aux cartels mexicains tel que des agressions et des mutilations contre des rivaux capturés, filmées et diffusées pour effrayer,.
Le 23 février 2024, la Sûreté du Québec annonce l’opération Scandaleux qui vise à arrêter des personnes liées aux Hells Angels ou à la BFM. Une vingtaine de personnes sont mises en état d’arrestation dont au moins 17 sont liées à Pic Turmel.

## Historique
De nombreux incidents criminels sont liés à ce conflit selon les autorités policières :
- la maison d’un Hells qui est à la source du conflit, Mathieu Pelletier, est visée par des coups de feu[9] ;
- un ex-membre des Hells toujours influent dans le milieu mais également impliqué de près dans le conflit, Michel Guérin, est assassiné dans sa résidence. L’entreprise où il travaillait est également ciblé par un incendie criminel quelques jours avant sa mort[10] ;
- diverses propriétés tel que des maisons, commerces, entreprises ou autres bâtiments ainsi que des voitures appartenant de près ou de loin à des motards criminels sont incendiées[réf. nécessaire] ;
- trois individus lourdement armés liés à la BMF sont arrêtés au terme d’une poursuite policière sur l’autoroute 73 alors qu’ils se dirigeaient en Beauce pour commettre un meurtre sur un individu lié aux motards[11]. Vince Bergeron, Kevin Bédard-morin et Guillaume-Vincent Proulx[12]sont arrêtés ;
- des mini-entrepôts ayant des Hells Angels comme locataires sont la proie des flammes[13] ;
- un salon de massage érotique, propriété d’un Hells est incendié[14] ;
- un bar de danseuse en Beauce ayant des liens avec des membres du crime organisé est la proie des flammes[14] ;
- des repaires appartenant aux motards dans deux régions administratives différentes sont ciblés par des coups de feu, à deux jours d’intervalle[réf. nécessaire] ;
- le 19 février 2024, une prise d'otage dans une résidence de Saint-Malachie se solde par un mort et trois blessés[15]. Le meurtre serait attribué à l'un des otages qui aurait tué un geôlier avant de tenter de fuir[16]. il s'agirait de Patrick Martin, âgé de 29 ans[17].

À l'automne 2023, Mario « Banane » Auger, membre du chapitre de Québec des Hells Angels mais également gestionnaire de territoire de Bellechasse, est mandaté pour aller négocier avec Dave Turmel directement en Europe. Turmel refuse la négociation et demande à Auger de partir. Les Hells auraient offert de céder le contrôle du territoire de Limoilou, à Québec, mais Turmel aurait réclamé davantage ;
- le 7 septembre 2024[19] à Mont-Joli, un trafiquant de drogue autrefois à la solde des Hells Angels mais qui se serait rapproché de la Blood Family Mafia, André Bourgoin, aurait été assassiné en guise de message. Selon les autorités policières, le meurtre aurait été commandité par les Hells Angels[20] ;
- le 16 septembre 2024, les forces policières font la découverte d’un corps démembré et criblé de balles[21] au repaire des Hells Angels à Frampton en Beauce. La victime, qui n’a toujours pas été identifiée officiellement serait un adolescent de 14 ans lié à un gang de rue de Montréal[22],[23] ;
- le 25 septembre 2024, 5 hommes et une femme affiliés à la BFM ont été arrêtés à Sept-îles.Il s'agit de Jimmy Chiasson, Jérémy Chiasson, Jean-Samuel Chiasson, Mathieu Bouchard et Éliane Dinet[24] ;
- le 3 octobre 2024, arrestation de Stéphane Hébert, 32 ans, Zachary Gagnon, 21 ans et Ghislain Grenier, 54 ans. Ils devraient faire face à des accusations de tentative de meurtre et de voies de fait graves, alors que le conflit entre gangs de rue et motards fait une première victime innocente dans ce même evènement[25].

## Membres notoires
- Dave « Pic » Turmel : actuel leader du gang. Il serait en exil au Portugal[4]. Le 27 mars 2025, Dave Turmel est arrêté en Italie[26].
- All Boivin; second leader du groupe.
- Roobens Denis : bras droit de Pic Turmel. Il était en fuite avec ce dernier au Portugal mais est arrêté seul dans un hôtel de Lisbonne le 29 février 2024[27]. Le 27 juin 2024, il est extradé au Québec[28].
- Brian Boutin-Craig : proche de Dave Turmel, décrit comme son homme de confiance. Il écope de 45 mois de prison pour du trafic de stupéfiants à grande échelle pour le compte du BFM[29].
- Vince Bergeron : fils d’un ex-membre du chapitre Québec City des Hells Angels, Mario Bergeron qui fut victime d’une purge interne en 2008. En 2016, un délateur, Dayle Fredette, révèle que Mario est assassiné et enterré au Nouveau-Brunswick en lien avec des vols que Bergeron aurait commis envers le club[4]. En décembre 2024, Vince Bergeron est condamné à 7 ans et demi de pénitencier pour ses crimes commis pour le compte du BFM[30].
- Patrick Martin : il est tué par sa victime alors qu’il initie une prise d’otage[31].
- James « Frékent » Célestin : rappeur connu de la ville de Québec, il agit comme lieutenant pour la BFM. Il est arrêté lors d’une opération policière visant à mettre fin aux activités du gang[8].  Le 22 mars 2025, il est sévèrement battu en prison lors d’un règlement de compte à l’interne. Frékent est poignardé à une dizaine de reprises avec un pic artisanal[32]’[33].
- Maxime Maheux : associé à la BFM, il plaide coupable et est condamné le 17 juillet 2024 à 5 ans de pénitencier pour les incendies criminels visant les motards survenus à Sainte-Marguerite et Saint-Isidore[13],[34].
- Kevin Bédard-Morin et Guillaume-Vincent Proulx[35]. En décembre 2024, Kevin Bédard-Morin reçoit une sentence de 9 ans de pénitencier[30].
- Jimmy Chiasson, Jérémy Chiasson, Jean-Samuel Chiasson, Mathieu Bouchard et Éliane Dinet[36]
- Stéphane Hébert, 32 ans, Zachary Gagnon, 21 ans et Ghislain Grenier, 54 ans, devraient faire face à des accusations de tentative de meurtre et de voies de fait graves. Kim Warren-Lapointe et Rosalie Bourassa, toutes deux âgées de 26 ans et originaires de Rawdon font quant à elle face aux mêmes accusations, excepté celle de tentative de meurtre. Ils seraient tous affiliés au gang de rue Blood Family Mafia (BFM)[37].
- David « Mizery » Bouchard-Michel: Rappeur originaire de la Côte-Nord, proche de Dave Turmel. Il est arrêté à plusieurs reprises pour du trafic de stupéfiants et divers crimes violents[38].